# Кассация (музыка)
Касса́ция (итал. cassazione, нем. Kassation) — ансамблевое инструментальное многочастное музыкальное произведение развлекательного характера, пользовавшееся популярностью в XVIII веке. В этот период образцы в этом жанре оставили многие известные и выдающиеся композиторы. Подобные пьесы близки по своему характеру к ансамблевой серенаде и дивертисменту, а также к ноктюрну и симфонии, другим бытовым, развлекательным произведениям XVIII века. Впоследствии кассация была вытеснена другими инструментальными жанрами, но эпизодически к ней обращались и позднее.

## Этимология
Этимология названия неясна и спорна; по мнению исследователей имеет немецкое или итальянское происхождение, а также французское. В 1619 году немецкий теоретик музыки, композитор и органист Михаэль Преториус в своём трактате «Syntagma musicum» («Устройство музыки») применил в отношении серенады выражения Gassaren и Gassaten gehet (слоняться по улице). В «Музыкальном лексиконе» (Musikalisches Lexikon) немецкого музыковеда и композитора Генриха Кристофа Коха термин выводился из итальянского cassazione (в значении «выпустить», «отпустить», «освободить»), что связывало кассацию с «прощальной музыкой» (Abschiedsmusik). Герман Аберт также был среди тех, кто считал, что этот термин означает «прощальная музыка». Французские музыковеды Теодор де Визева и Мари Оливье Жорж дю Парк Пулам де Сен-Фуа в биографии Вольфганга Амадея Моцарта объясняли название при помощи французского casser — «разбить», «сломать», что, по их мнению, связано с возможностью произвольного порядка исполнения частей подобных произведений. По распространённой точке зрения кассацию связывают с немецким понятием gassaten gehen — «слоняться по улицам», «выступать на улице», «играть на ходу». Валентина Холопова выводила термин из немецкого Kassation, от диалектного Gassation — серенада. В связи с тем, что подобные циклы часто содержали в своём составе марши (чаще всего в крайних частях), высказывались предположения о происхождении названия от итальянского cassa — барабан. Так, именно такое объяснение содержится в «Музыкальном словаре Римана», с указанием на то, что кассации часто звучали в сопровождении барабана.

## История
Вечером я снова слышал на улицах бедных школяров, которые очень хорошо исполнили несколько пьес; здесь были скрипки, гобои, валторны, виолончель и фагот. Мне сообщили, что их часто заставляют таким образом играть на улицах, чтобы убедить публику, на чей счёт они содержатся, в успешности их музыкальных занятий. <…> Подобные выступления здесь называют кассациями.
Кассации получили наибольшее распространение в XVIII веке в германских, австрийских и чешских землях. Подобные пьесы имели развлекательный характер, многочастное непостоянное строение (тип сюиты; как правило, крайние части представляли собой марши), были предназначены для исполнения на открытом воздухе или в камерной обстановке. Последнее обуславливало то, что в исполнительский ансамбль часто включались духовые инструменты. Многие признаки сближали кассацию с серенадой, дивертисментом, а также ноктюрном, симфонией, синонимом которых они часто являлись, а также некоторыми другими произведениями («финальная музыка»).
Советский музыковед Борис Штейнпресс писал про бытовые ансамбли, имевшие распространение в XVIII веке: «Композиторы сочиняли серенады в виде серий пьес или сюит для струнных, духовых или смешанных инструментальных ансамблей или оркестров. Такими же сюитами были ноктюрн (ночная музыка) и кассация (также музыка на открытом воздухе). Все они, как и дивертисмент (род развлекательной, застольной музыки), нередко состояли из большого числа частей. Кассация нередко начиналась и заканчивалась маршем». Штейнпресс, как подтверждение популярности указанных жанров развлекательной музыки, указывает на то, что все они были представлены в творчестве Моцарта. Альфред Эйнштейн, в своей известной монографии «Моцарт. Личность. Творчество» посвятил главу «Дивертисмент, кассация, серенада» о соотношении указанных жанров в творческом наследии венского классика. Типичным примером данного жанра служит Cassation B-dur (1769) Моцарта для струнных с двумя гобоями и двумя валторнами (K. 99/63a), которая состоит из следующих частей: Marcia, Allegro molto, Andante, Menuetto, Andante, Menuetto, Allergo, а характерным окончанием пьесы служит повторение 1-й части (Marcia da capo). Исполнение частей было вариабельно, а их количество могло включать до десяти: например, Kassation (K. 62a) Моцарта. Оркестровые кассации писали Йозеф Гайдн, Иоганн Михаэль Гайдн, Йозеф Хафенедер. Образцы ансамблевых кассаций, создаваемых чаще всего для камерных составов струнных или духовых инструментов, оставили: Иоганн Баптист Ванхаль, Антон Враницкий, Карл Диттерсдорф, Антонин Каммель и другие авторы. Особенно большое количество произведений под названием кассации принадлежит Йозефу Гайдну: 126 трио для баритона, скрипки (или альта) и виолончели, 25 дуэтов для баритона и скрипичных инструментов (скрипка, виолончель, альт, контрабас).
Со временем кассация утратила популярность и была вытеснена другими инструментальными жанрами, но эпизодически к ней обращались и позднее. Так, финский композитор Ян Сибелиус создал Кассацию (Cassazione) для малого состава оркестра (Op. 6; 1904). Иногда кассация упоминается в названиях произведений других композиторов XX века, например Риккардо Малипьеро, Малкольма Уильямсона).